# Lins Lima de Brito
Lins Lima de Brito (* 11. September 1987 in Camaçari) ist ein ehemaliger brasilianischer Fußballspieler. Der Beidfüßer wurde alternativ als Sturmspitze oder rechter Flügelstürmer eingesetzt.

## Karriere
Lins startete seine Laufbahn beim unterklassigen SC Camaçariense in seiner Heimatstadt. Nach mehreren Stationen bei ebenfalls unterklassigen Klubs kam er 2009 zu Guaratinguetá Futebol. Mit diesem bestritt er die Staatsmeisterschaft von São Paulo, bevor er zu Beginn der Ligasaison zum Série B Klub AA Ponte Preta wechselte. Sein erstes Spiel in der Liga bestritt er am 4. Juli 2009 gegen den EC Juventude. Bereits zwei Spieltage später, am 15. Juli, erzielte er seinen ersten Treffer. In der 10. Minute traf er im Spiel gegen Campinense Clube. Am Ende der Saison verließ Lins den Klub wieder.
Nach einer Zwischenstation kam er 2010 zum Criciúma EC. Hier kam er zunächst zu keinen Einsätzen und wurde 2011 ausgeliehen. Er begann beim Grêmio FBPA. Mit diesem gab er in der Copa Libertadores 2011 sein Debüt auf internationaler Klubebene. Hier wurde er am 27. Januar 2011 im Spiel gegen den Liverpool FC (Montevideo) in der 87. Minute für André Lima eingewechselt. Es folgten drei weitere Einsätze in dem Wettbewerb. Auch in der Série A spielte Lins das erste Mal in der Saison mit Grêmio. Am 22. Mai 2011 wurde er gegen Corinthians São Paulo in der 71. Minute für Júnior Viçosa eingewechselt. Im Sommer des Jahres wurde das Leihgeschäft beendet und Lins weiter ausgeliehen an den ABC Natal in die Série B.
2012 spielte Lins zunächst für den Itumbiara EC in der Campeonato Goiano. Den Ligabetrieb verbrachte er dann bei seinem Stammklub Criciúma in der Série B. Hier erzielte er in 17 Spielen 11 Tore. Am Ende der Saison erreichte der Klub die Vizemeisterschaft und somit die Qualifikation für die Teilnahme an der Campeonato Brasileiro Série A 2013.
Anfang 2014 wechselte Lins nach Japan zu Gamba Osaka. Eine Verlängerung seines Vertrages bei Criciúma sowie ein weiteres Angebot aus Südkorea schlug der Spieler aus. In der J1 League lief er das erste Mal am 1. März 2014 auf. Im Spiel gegen den Kashiwa Reysol wurde er in der 74. Minute für Tatsuya Uchida eingewechselt. Sein erstes Ligator erzielte er im Spiel gegen Kashiwa Reysol am 29. April 2014 in der 14. Minute zur 1:0-Führung (Endstand 1:2). Mit dem Klub konnte er die nationale Meisterschaft 2014 sowie verschiedene Pokalwettbewerbe gewinnen. Bei der AFC Champions League 2015 kam er mit Gamba bis ins Halbfinale. Das League Spiel bestritt Lins am 24. Februar 2015 gegen Guangzhou R&F. In dem Wettbewerb erzielte er in 10 Spielen drei Tore. Das Erste am 7. April 2015 gegen Buriram United, in der 41. Minute der Schuss mit dem rechten Fuß zum zwischenzeitlichen 1:1 (Endstand 2:1). 2016 ging Lins zurück nach Brasilien und schloss sich dem Figueirense FC an. Der Kontrakt läuft über ein Jahr.
Die Saison 2017 startete Lins zunächst wieder bei Ponte Preta, bevor er im August 2017 erneut einen Vertrag in Japan unterzeichnete. Bei Ventforet Kofu unterzeichnete Lins einen Vertrag für ein Jahr. Im Juli 2018 wurde Lins bis Jahresende an den FC Tokyo bis Jahresende ausgeliehen.
2019 lief Lins in China für den Beijing Sport University FC in der China League One auf und beendete danach seine aktive Laufbahn.

## Erfolge
Criciúma
- Staatsmeisterschaft von Santa Catarina: 2013

Gamba Osaka
- J1 League: 2014
- J. League Cup 2014
- Kaiserpokal: 2014, 2015
- Supercup: 2015